# Akkommodation (Lernpsychologie)
Akkommodation (französisch für „Anpassung“) bedeutet in der Lern- und Entwicklungspsychologie (vor allem nach Jean Piaget) die Anpassung bestehender mentaler Strukturen als Reaktion auf Umweltanforderungen. Dies kann bedeuten, dass Kinder (aber auch andere Personen) eingehende Informationen nicht mehr in bestehende Konzepte einordnen können (Assimilation) und diese Konzepte deshalb den neuen Anforderungen entsprechend anpassen.
Akkommodation ist nach Piaget eine von zwei Arten der kognitiven Anpassung und dient dem Aufbau stabiler Wissensstrukturen (Äquilibration). Ergänzt wird die Akkommodation durch den Prozess der Assimilation (übers. „Angleichung“), der Integration von Neuem in bereits bestehende mentale Strukturen.

## Beispiel
Ein Kleinkind verfügt über ein WauWau-Schema,  das heißt, es kann Hunde – unabhängig von Farbe, Form und Größe erkennen. Eines Tages sieht es eine Kuh und sagt Wauwau (Versuch der Assimilation). Die Mutter schüttelt den Kopf und lacht nicht, wie sie es sonst tut, wenn das Kind einen Wauwau erkannt hat. Sie sagt Muhmuh. Um den Unterschied zu verstehen, muss das Kind bestehende Wissensstrukturen (das WauWau-Schema) um die neu eingehende Information anpassen (Akkommodation). Es lernt, Muhmuh von Wauwau zu unterscheiden.
Als ein weiteres Beispiel, hier für das Greifschema, ist der Schaum in der Badewanne zu nennen, den ein Kind anfangs als Objekt versucht zu greifen (Versuch der Assimilation). Doch wenn der Schaum immer wieder durch die Finger rinnt, entwickelt das Kind ein neues Schema, ein Schöpfschema (Akkommodation).

## Rezeption
Der Psychologe und Psychotherapeut Dirk Revenstorf wendet das Assimilations-Akkommodations-Modell auf die Psychotherapie an: wenn die Assimilation nicht mehr funktioniere – also das Einpassen von Erfahrungen in ein bisheriges Weltbild – dann helfe der Psychotherapeut bei der notwendigen Akkommodation.